# Zhangyelu
Zhangyelu (kinesiska: 张掖路) är ett stadsdelsdistrikt i nordvästra Kina. Det ligger i stadsdistriktet Chengguan i provinshuvudstaden Lanzhou i provinsen Gansu.